# Sister Rosetta Tharpe
Rosetta Tharpe (20 de março de 1915 – 9 de outubro de 1973) foi uma cantora, compositora, guitarrista e artista musical americana. Ela alcançou popularidade nas décadas de 1930 e 1940 com suas gravações gospel, caracterizadas por uma mistura única de letras espirituais e guitarra elétrica que foi extremamente importante para as origens do rock and roll. Ela foi a primeira grande estrela de gravação de música gospel e entre os primeiros músicos gospel a atrair o público de rhythm-and-blues e rock and roll, mais tarde sendo referida como "a irmã original do soul" e "a madrinha do rock and roll". Ela influenciou os primeiros músicos de rock and roll, incluindo Little Richard, Johnny Cash, Carl Perkins, Chuck Berry, Elvis Presley e Jerry Lee Lewis.
Tharpe foi pioneira em sua técnica de guitarra; ela foi uma das primeiras artistas populares a usar distorção pesada em sua guitarra elétrica, pressagiando a ascensão do blues elétrico. Sua técnica de tocar guitarra teve uma profunda influência no desenvolvimento do blues britânico na década de 1960; em particular, uma turnê europeia com Muddy Waters em 1964 com uma parada em Manchester em 7 de maio é citada por proeminentes guitarristas britânicos como Eric Clapton, Jeff Beck e Keith Richards.
Disposta a cruzar a linha entre o sagrado e o secular, apresentando sua música de "luz" na "escuridão" de boates e salas de concerto com grandes bandas atrás dela, Tharpe empurrou a música espiritual para o mainstream e ajudou a abrir caminho para o pop-gospel, começando em 1938 com a gravação "Rock Me" e com seu sucesso de 1939 "This Train".  Sua música única deixou uma marca duradoura em artistas gospel mais convencionais, como Ira Tucker, Sr., dos Dixie Hummingbirds. Embora ela tenha ofendido alguns frequentadores de igreja conservadores com suas incursões no mundo pop, ela nunca deixou a música gospel.
O lançamento de Tharpe em 1944, "Down by the Riverside", foi selecionado para o Registro Nacional de Gravações da Biblioteca do Congresso dos EUA em 2004, que observou que "captura seu estilo de guitarra animado e vocal único, demonstrando claramente sua influência em artistas de rhythm and blues "e citou sua influência em" muitos artistas de gospel, jazz e rock ". ("Down by the Riverside" foi gravado por Tharpe em 2 de dezembro de 1948, em Nova York, e lançado como single Decca 48106). Seu sucesso de 1945 "Strange Things Happening Every Day", gravado no final de 1944, apresentou coz e guitarra elétrica de Tharpe, com Sammy Price (piano), baixo e bateria. Foi o primeiro disco gospel a cruzar, sem bater. 2 na tabela "Race Records" da Billboard, o termo então usado para o que mais tarde se tornou a tabela de R&B, em abril de 1945. A gravação foi citada como precursora do rock and roll e, alternativamente, foi chamada de o primeiro disco de rock and roll. Em maio de 2018, Tharpe foi introduzido no Rock and Roll Hall of Fame como uma influência inicial.

## Biografia
Nascida Rosetta Nubin em Cotton Plant, Arkansas, ela começou a se apresentar quando tinha apenas quatro anos. Era chamada "Little Rosetta Nubin, the singing and guitar playing miracle", acompanhando sua mãe (Katie Bell Nubin) que tocava bandolim na  Igreja de Deus em Cristo pelo sul do país. Exposta a ambos blues e country music durante a infância, depois que sua família se mudou para Chicago, Illinois no final da década de 20, ela tocava um tipo de proto-rock escondido e apresentava música gospel publicamente. Seu estilo único refletiu influências antigas, pois ela tocava notas como músicos de jazz faziam e dedilhava a guitarra como fazia Memphis Minnie.

## Carreira
Depois de se casar com o pastor Thomas Thorpe, da Igreja de Deus em Cristo, Rosetta ganhou o nome "Tharpe" por erros de grafia. Em 1934, ele se mudaram para Nova Iorque, e em outubro de 1940 ela gravou pela primeira vez, quatro faixas, com a Decca Records, acompanhada pela orquestra de Lucky Millinder. Suas gravações causaram um furor imediato, muitos frequentadores da igreja estavam chocados com a mistura de música sacra e outros ritmos, mas outras plateias adoraram essa mistura.
Apresentações em "From Spirituals To Swing" de John H. Hammond no final do mesmo ano no "Cotton Club" e "Café Society" com Cab Calloway e Benny Goodman fizeram com que Rosetta ficasse ainda mais famosa. Canções como "This Train" e "Rock Me", que combinavam temas gospel com arranjos mais rápidos, se tornaram hits entre um público que nunca havia sido exposto à música gospel.
Rosetta continuou gravando durante a Segunda Guerra Mundial, ela era um dos únicos dois artistas autorizados a gravar "v-discs" para tropas do outro lado do oceano. Sua música "Strange Things Happening Every Day", gravada em 1944 com Sammy Price, pianista de boogie woogie da Decca, mostrou sua virtuosidade como guitarrista e suas letras espirituosas. Essa também foi a primeira música gospel a ir para a corrida do top 10 da Billboard, algo que Sister Rosetta Tharpe conseguiu mais algumas vezes em sua carreira. A gravação é creditada por algumas fontes como a primeira gravação de Rock and roll.
Depois da guerra, a Decca juntou Sister Rosetta à cantora Marie Knight, e com o hit "up above my head" elas participaram do circuito gospel de turnês por alguns anos. Nessa época Sister Rosetta estava tão famosa que chegou a atrair um público pagante de aproximadamente 25.000 pessoas para o seu terceiro casamento com Russel Morrison que a empresariava na época. A celebração foi seguida de uma apresentação vocal no "Griffith Stadium" em Washington D.C. em 1951.
Sua popularidade entrou em decaída quando gravou algumas canções de blues no começo da década de 50. Marie Knight queria ir para o lado da música pop, enquanto Sister Rosetta continuava na igreja. Em uma ida para a Europa, Sister Rosetta voltou gradualmente para o circuito gospel, entretanto nunca mais obteve o mesmo sucesso.
Entre abril e maio de 1964, durante o surgimento do interesse popular em blues, ela participou de uma turnê pelo Reino Unido como parte da "American Folk Blues and Gospel Caravan", junto com Muddy Waters, Otis Spann, Ranson Knowling, Little Willie Smith, Reverend Gary Davis, Cousin Joe, Sonny Terry e Brownie McGhee. Rosetta era introduzida ao palco acompanhada pelo pianista Cousin Joe Pleasent. A caravana era administrada por Joe Boyd.

## Fim da carreira e morte
Sister Rosetta parou subitamente de se apresentar após um derrame que sofreu em 1970, depois do qual teve uma perna amputada como resultado de complicações de diabetes.
Ela morreu em 1973 depois de outro derrame, na véspera de uma sessão de gravações agendada. Foi enterrada no "Northwood Cemetery" na Philadelphia, Pennsylvania em um túmulo sem identificação.
Em 2007 ela foi induzida ao Blues Hall of Fame. Em 2008, um show foi organizado para angariar fundos para seu túmulo e no mesmo ano foi declarado que dia 11 de janeiro seria o dia de Sister Rosetta Tharpe na Pennsylvania  e uma lápide foi colocado em seu túmulo. Um marco histórico foi colocado em sua antiga casa em Yorktown, Philadelphia.

## Influência musical
Um número grande de músicos conhecidos, incluindo Elvis Presley, Jerry Lee Lewis, Isaac Hayes e Aretha Franklin reconheceram o estilo de cantar e tocar e o modo de se apresentar como uma grande influência. Little Richard aos vocais gritados e altos da música gospel como seu tipo de música favorito durante a infância. Em 1945, Sister Rosetta ouviu Richard cantar em seu show no auditório da cidade de Macon e o convidou para acompanhá-la no palco. Depois do show, ela pagou a ele pela apresentação. Johnny Cash também se referiu a Sister Rosetta como sua cantora preferida durante a infância no seu discurso na indução ao Rock and Roll Hall of Fame.
Em 2007, Alison Krauss e Robert Plant gravaram um dueto da música "Sister Rosetta Goes Before Us", escrita por Sam Phillips. Phillips lançou sua versão para a música em 2008 no seu álbum Don't Do Anything.
Apesar de ter criado o que hoje chamamos de rock and roll, Sister Rosetta Tharpe nunca foi devidamente reconhecida como tal. Muito pelo contrário, seu quase não aparece nas pesquisas relacionadas ao ritmo musical. Quando lhe perguntaram sobre música no final da década de 1960, ela disse: "Oh, essas crianças e rock and roll - isso apenas acelerou o rhythm and blues. Eu venho fazendo isso desde sempre".

## Discografia
- Gospel Train (1956)
- Up Above My Head
- Precious Memories
- Didn't It Rain
- Rock Me
- This Train

## Tributos
- Shout, Sister, Shout: A Tribute to Sister Rosetta Tharpe (2003)

## Nota
- Este artigo foi inicialmente traduzido, total ou parcialmente, do artigo da Wikipédia em inglês cujo título é «Sister Rosetta Tharpe», especificamente desta versão.